# Yusheng
JMC Yusheng — суббренд Jiangling Motors.

## История
Компания JMC Yusheng (江铃驭胜) является суббрендом Jiangling Motors по производству кроссоверов и внедорожников, основанным в 2010 году. Первой моделью компании стал Yusheng S350, который изначально назывался JMC Yusheng и стал прародителем пикапа JMC Yuhu. В апреле 2015 года на Шанхайском автосалоне был представлен концепт-кар S330, а в 2016 году начался выпуск кроссовера Yusheng S330.

## Продукция
- Yusheng S330 — компактный кроссовер.
- Yusheng S350 — среднеразмерный кроссовер на базе Ford Everest.

## Галерея

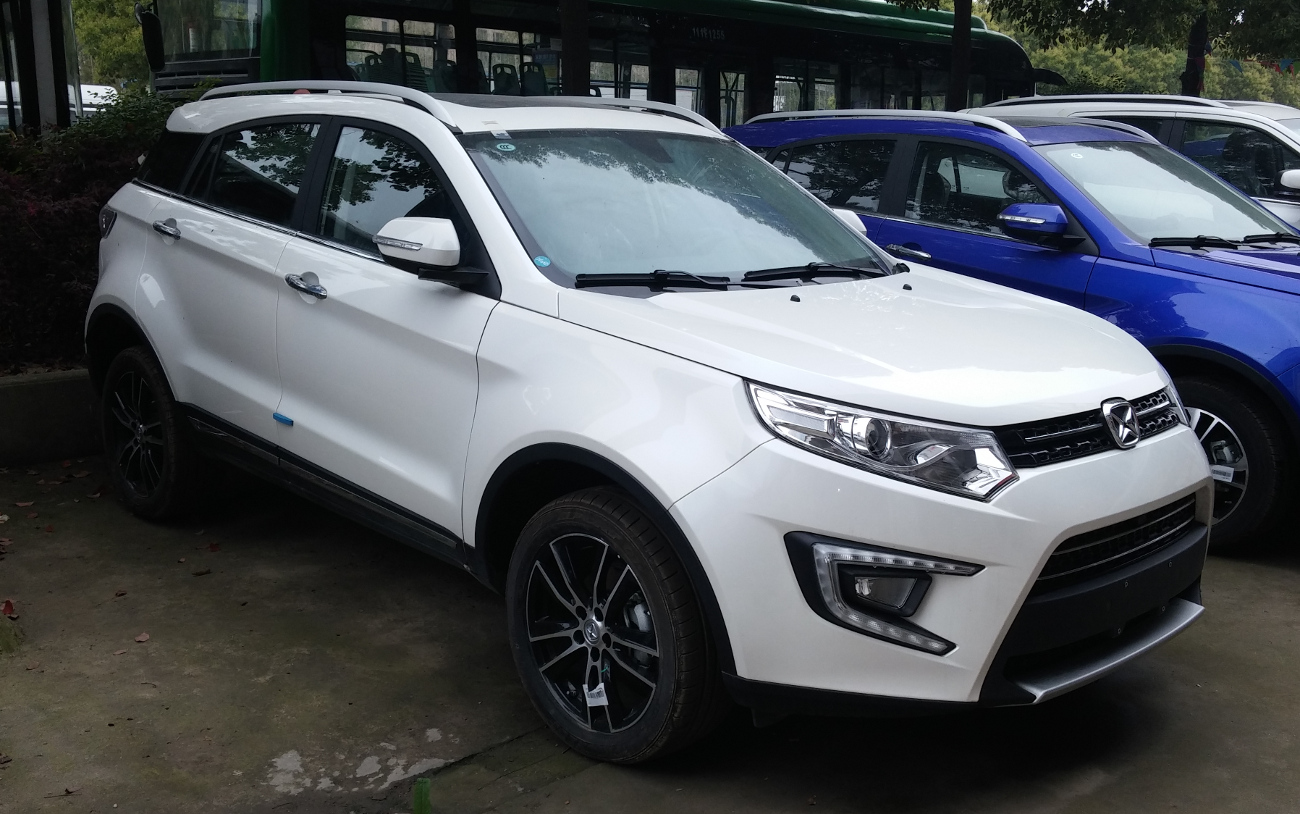
Yusheng S330
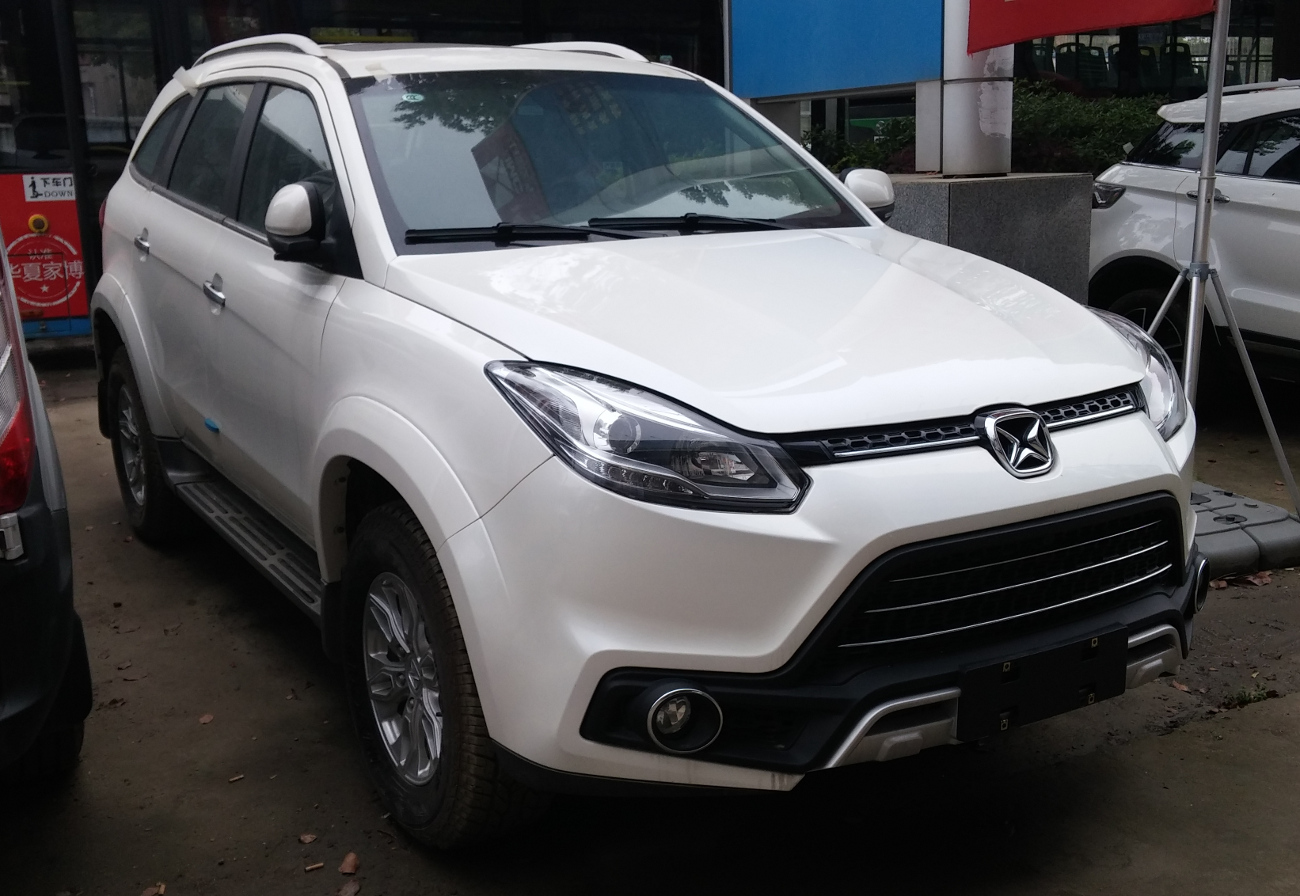
Yusheng S350